# Giochi dell'Asia orientale
I Giochi dell'Asia orientale sono stati un evento sportivo, organizzato dall'Associazione dei Giochi dell'Asia orientale, che si è tenuto ogni quattro anni dal 1993 al 2013, per un totale di sei edizioni. La manifestazione riguardava atleti e Paesi dell'Asia orientale tra le federazioni associate al Consiglio Olimpico d'Asia, con l'aggiunta dell'isola di Guam, che è membro del Comitati Olimpici Nazionali d'Oceania.
I Giochi dell'Asia orientale erano uno dei cinque Giochi territoriali organizzati dal Consiglio Olimpico d'Asia; gli altri quattro erano i Giochi dell'Asia centrale, i Giochi dell'Asia meridionale, i Giochi del Sud-est asiatico e i Giochi dell'Asia occidentale.
Nel 2013 a Tientsin, in Cina, si è svolta l'ultima edizione dei Giochi dell'Asia orientale, che nel 2019 sono stati sostituiti dai Giochi giovanili dell'Asia orientale.

## Nazioni partecipanti
- Cina
- Guam
- Hong Kong
- Giappone
- Macao
- Mongolia
- Corea del Nord
- Corea del Sud
- Taipei cinese

## Edizioni
| Edizione | Anno | Città ospitante | Nazione ospitante | Data inizio | Data fine   | Nazioni | Atleti | Sport | Eventi |
| -------- | ---- | --------------- | ----------------- | ----------- | ----------- | ------- | ------ | ----- | ------ |
| I        | 1993 | Shanghai        | Cina              | 9 maggio    | 18 maggio   | 8       | 1021   | 12    | 170    |
| II       | 1997 | Pusan           | Corea del Sud     | 10 maggio   | 19 maggio   | 10      | 1283   | 13    | 199    |
| III      | 2001 | Osaka           | Giappone          | 19 maggio   | 27 maggio   | 10      | 2804   | 15    | 201    |
| IV       | 2005 | Macao           | Macao             | 29 ottobre  | 6 novembre  | 9       | 1919   | 17    | 235    |
| V        | 2009 | Hong Kong       | Hong Kong         | 5 dicembre  | 13 dicembre | 9       | 2377   | 22    | 262    |
| VI       | 2013 | Tientsin        | Cina              | 6 ottobre   | 15 ottobre  | 9       | 2422   | 24    | 254    |